# Francisca Rebassa Truyol
Francisca o Xisca Rebassa Truyol (Alcúdia, 4 d'agost de 1982) és una administrativa mallorquina, que va ser elegida Miss Balears el 2007.
Natural d'Alcúdia, ha treballat com a administrativa a una empresa familiar local. També té estudis d'estetecista i de quiromassatgista. Va ser elegida Miss Balears el juliol de 2007, motiu pel qual se li va oferir una recepció oficial a l'Ajuntament d'Alcúdia, amb presència del batle i alguns regidors. Va ser la seva representant en el certamen de Miss Espanya de març de 2008, però no va passar la primera eliminatòria del concurs. El 2008 es va anunciar que presentaria el programa d'entrevistes Avui Magazine de Canal 4. Es casà el 2009 amb Carlos Montalvà, Mister Illes Balears de 2008, a l'església de Sant Jaume de la seva localitat natal.